# Pycreus capillifolius
Pycreus capillifolius är en halvgräsart som först beskrevs av Achille Richard, och fick sitt nu gällande namn av Charles Baron Clarke. Pycreus capillifolius ingår i släktet Pycreus och familjen halvgräs. Inga underarter finns listade i Catalogue of Life.